# Риччи, Артуро
Артуро Риччи (итал. Arturo Ricci, иногда Artuno Ricci, 19 апреля 1854, Флоренция, Италия — 1919) — итальянский художник, работал в стиле неорококо.

## Биография
Артуро Риччи учился во Флоренции у Тито Конти (1842—1919
) в Академии изящных искусств. Изображал жанровые сцены и сцены из семейной жизни. Риччи зарекомендовал себя как один из самых заметных европейских художников в области исторического жанра. Специализировался на сценах повседневной жизни XVIII века, преимущественно эпохи рококо и Просвещения. Герои художника не покидают пределы своего элегантного интерьера, украшенного картинами, зеркалами, гобеленами и коврами. На картинах художника отсутствуют слуги, элегантные господа включены в замысловатую композицию. Герои музицируют, играют в шахматы, читают стихи, принимают пищу. В конце XIX века его картины имели большой успех у коллекционеров Европе и США, изображали повседневность славного и изящного прошлого в противовес суровым реалиям индустриализации, будущих мировых войн и революций.
Картины Риччи привлекательны остроумным сюжетом, виртуозностью исполнения, уравновешанностью композиции и тонким чувством цвета. Интерес к творчеству художника возник вновь в начале XXI века, его картина «Сельская свадьба», резко выделяющаяся среди других работ художника реалистическим изображением простолюдинов, была продана на аукционе Кристис в 2012 году за 188 670 долларов.

## Галерея

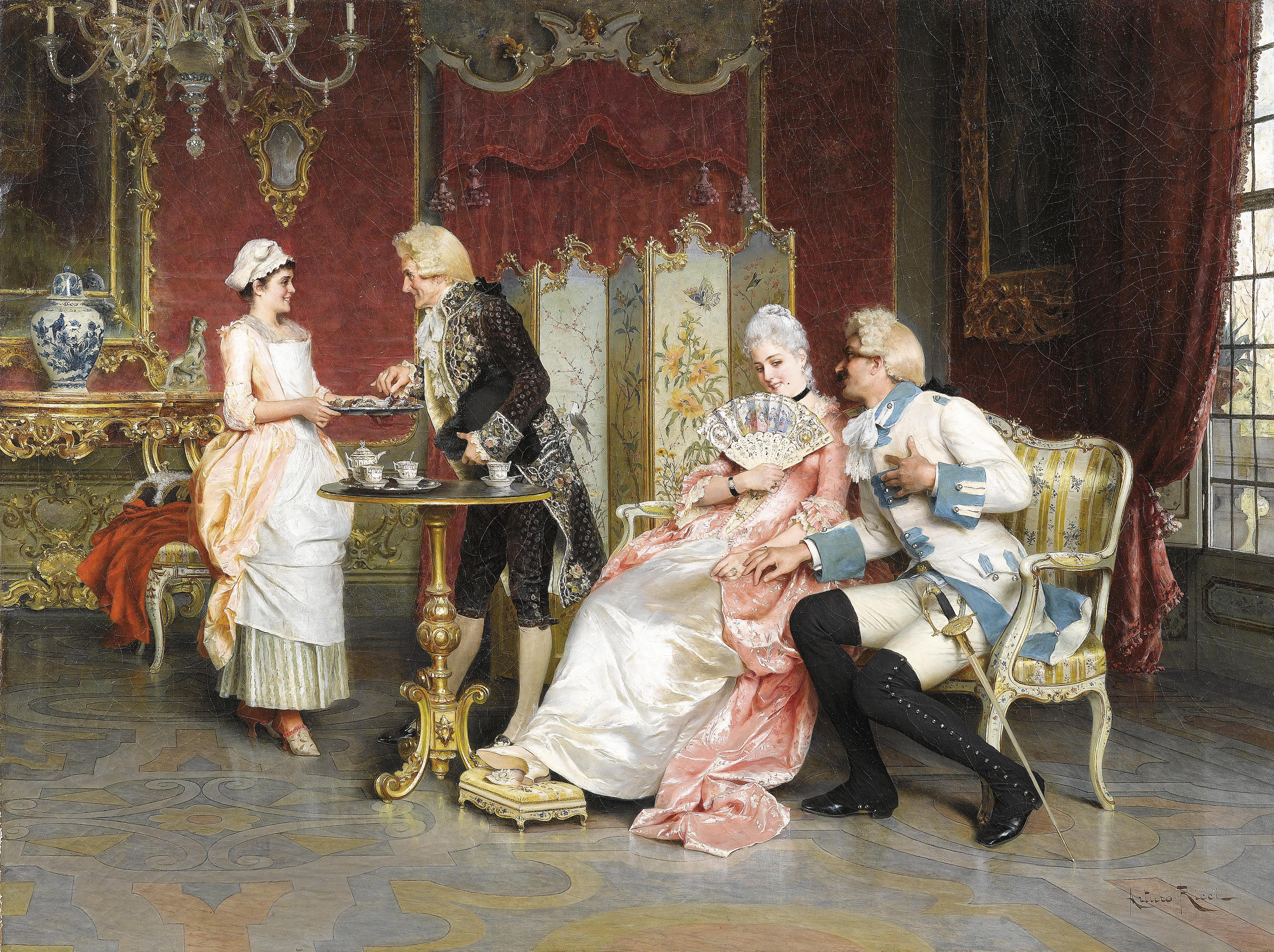
Артуро Риччи. Послеобеденный чай, 1919
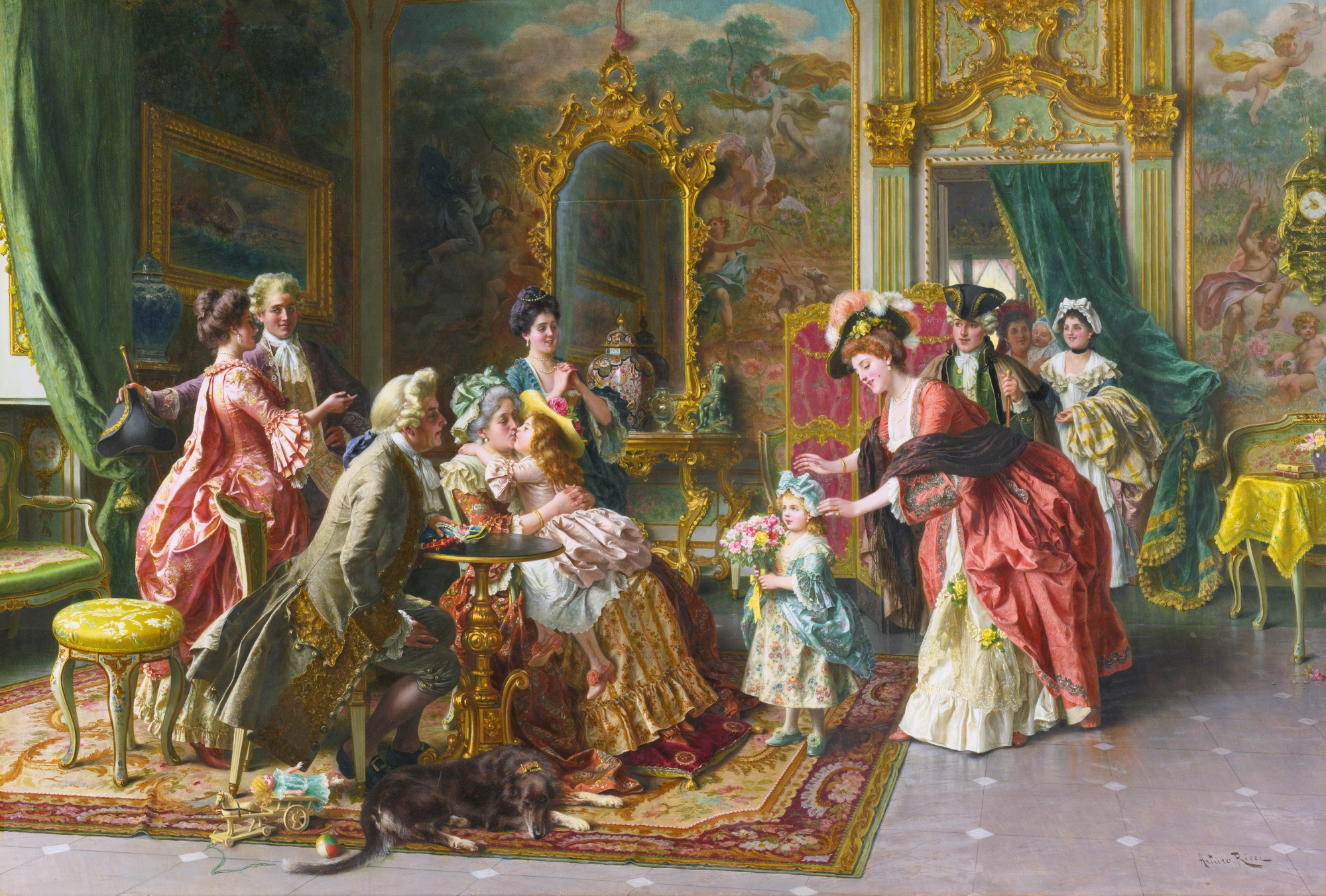
Артуро Риччи. Бабушкин День рождения
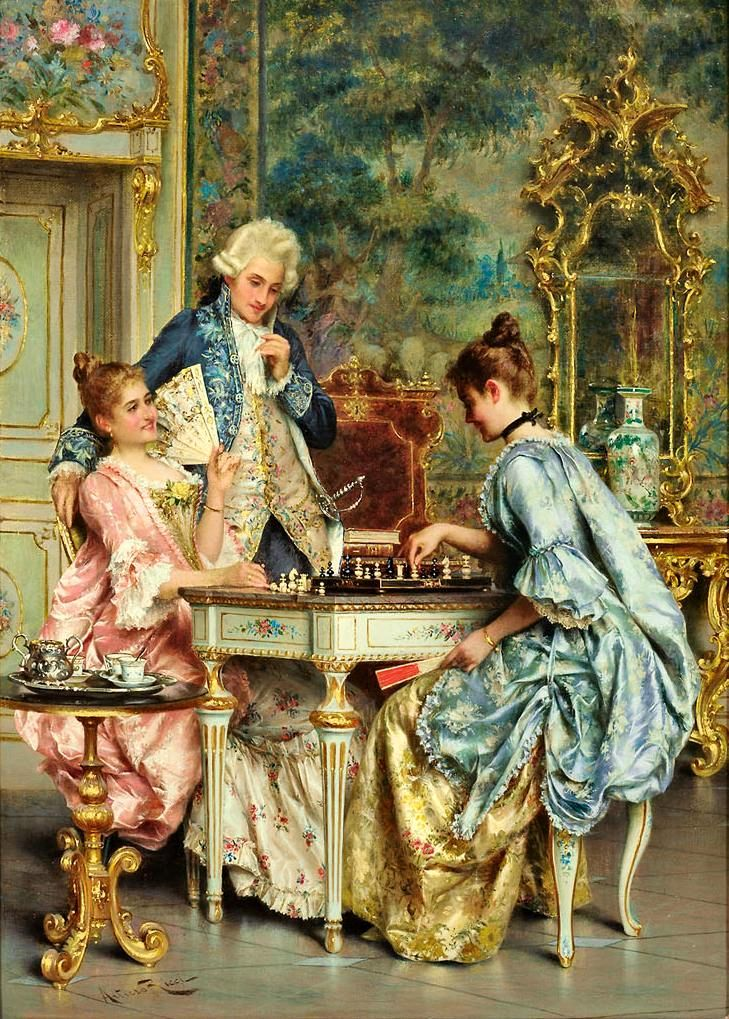
Артуро Риччи. Игра в шахматы